# Napletek łechtaczki
W kobiecej anatomii napletek łechtaczki to fałdka skóry, która otacza i chroni łechtaczkę. Rozwija się on jako część warg sromowych mniejszych i jest homologiem napletka u mężczyzn.

## Budowa
Napletek łechtaczki jest ochronnym, skórnym kapturkiem łechtaczki. Nie istnieje standardowy rozmiar czy kształt kapturka. Niektóre kobiety mają na tyle duże napletki, że przykrywają one w całości łechtaczkę. U jednych napletek musi się schować, aby odsłonić łechtaczkę, u innych nie. Pozostałe kobiety mają mniejsze kapturki, które nie przykrywają całej łechtaczki, pozostawiając ją odsłoniętą cały czas.

## Modyfikacje
Modyfikacje napletka są mało popularne. W niektórych regionach świata praktykuje się obrzezanie. Możliwą modyfikacją jest piercing: mały kolczyk w napletku. Mniej popularne jest przycinanie oraz usuwanie napletka w celu częściowej lub całkowitej ekspozycji łechtaczki. Proceder ten jest pokrewny męskiemu obrzezaniu i nazywany bywa obrzezaniem kobiet.

## Stymulacja
Kobiety z większymi kapturkami mogą się masturbować, przesuwając napletek po łechtaczce. Kobiety z bardziej „zwartą” budową łechtaczki mogą jednocześnie pocierać napletek i łechtaczkę. Jednakże czasami łechtaczka jest tak wrażliwa, że nie może być pocierana bezpośrednio, bez ochrony napletka.

## Dodatkowe grafiki

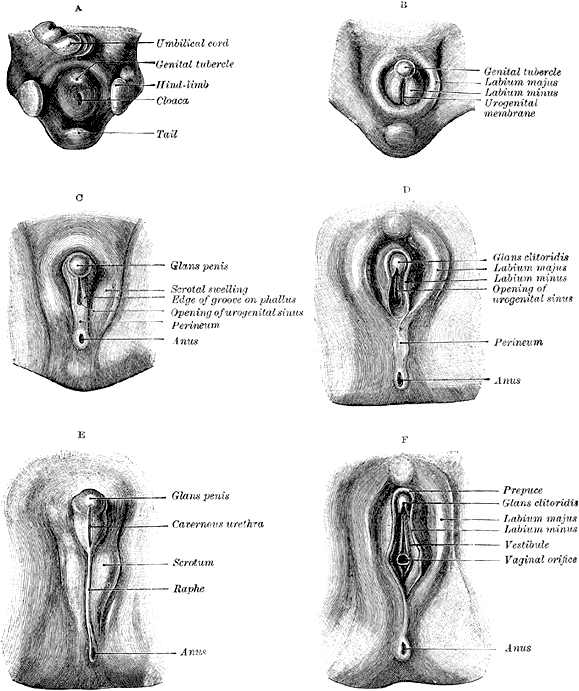
Fazy rozwoju zewnętrznych organów płciowych kobiet i mężczyzn
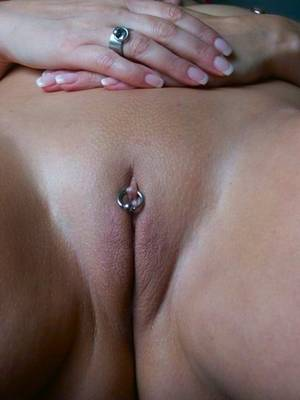
Piercing w napletku łechtaczki
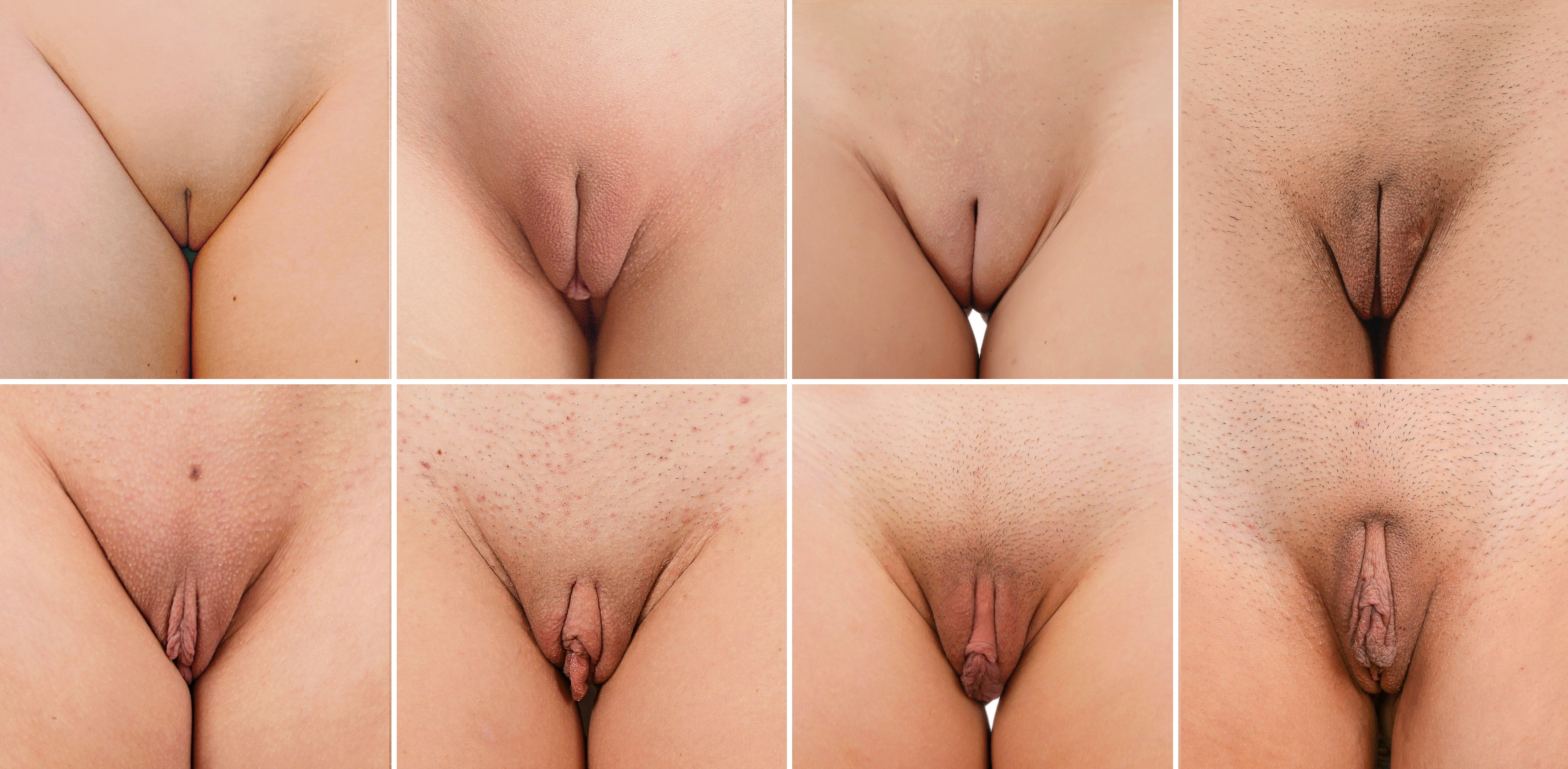
Napletek łechtaczki wykazuje normalne anatomiczne różnice w wielkości i wyglądzie u różnych dorosłych kobiet: podczas gdy u niektórych kobiet jest całkowicie pokryty wargami sromowymi większymi, stojąc z zamkniętymi nogami, u innych jest wyraźny i wyraźnie widoczny.